# 沖田優
沖田 優（おきた まさる、1978年5月2日 - ）は、千葉県出身のサッカー指導者。

## 来歴
成田高等学校、筑波大学にてプレーした後、2002年から筑波大学蹴球部のコーチとして指導者のキャリアをスタートさせる。2004年からは大宮アルディージャで普及部コーチを務め、2005年よりトップチームコーチに就任。
2008年から2012年までコンサドーレ札幌のトップチームコーチを務め、2013年よりベガルタ仙台のトップチームコーチに就任。
2015年より、北海道コンサドーレ札幌のトップチームコーチに復帰。
2024年12月、2025年シーズンよりザスパ群馬の監督就任を発表。

## 所属クラブ
- 成田高等学校
- 筑波大学

## 指導歴
- 2002年 - 2003年 筑波大学蹴球部 コーチ
- 2004年 - 2007年 大宮アルディージャ
  - 2004年 普及部コーチ
  - 2005年 - 2007年 トップチーム コーチ
- 2008年 - 2012年 コンサドーレ札幌 コーチ
- 2013年 - 2014年 ベガルタ仙台 コーチ
- 2015年 - 2024年 北海道コンサドーレ札幌 コーチ
- 2025年 - ザスパ群馬 監督

## 監督成績
| 年度 | 所属 | クラブ | リーグ戦 | リーグ戦 | リーグ戦 | リーグ戦 | リーグ戦 | リーグ戦 | カップ戦       | カップ戦 |
| 年度 | 所属 | クラブ | 順位     | 勝点     | 試合     | 勝       | 分       | 敗       | ルヴァンカップ | 天皇杯   |
| ---- | ---- | ------ | -------- | -------- | -------- | -------- | -------- | -------- | -------------- | -------- |
| 2025 | J3   | 群馬   | 位       |          |          |          |          |          |                |          |